# Filmografia di H. G. Wells

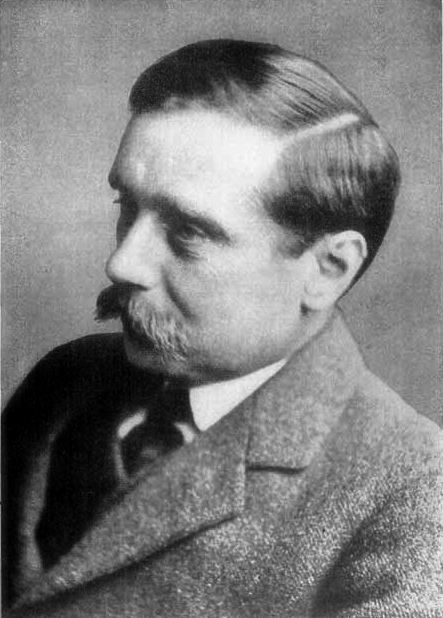
Foto di H. G. Wells attorno al 1922

La filmografia sulle opere di H. G. Wells è vastissima, essendo l'autore di alcune delle opere fondamentali della fantascienza, è ricordato come uno degli iniziatori di tale genere narrativo, per questo qui se ne darà un campione rappresentativo e sufficientemente ampio.

## Filmografia
Alcuni tra i principali film che sono stati tratti dalle opere di Wells:

### I primi uomini sulla Luna
- Viaggio nella Luna (Le Voyage dans la lune) film muto del 1902 realizzato da Georges Méliès. Assieme al Viaggio attraverso l'impossibile è uno dei suoi film più famosi ed è uno dei capolavori del cinema ai suoi esordi.[9] Il film è liberamente basato sui romanzi dei due padri del genere fantascientifico[10] Dalla Terra alla Luna di Jules Verne[11] e I primi uomini sulla Luna di H. G. Wells[12] Inoltre è stata d'ispirazione anche l'operetta Le Voyage dans la Lune (1875) di Jacques Offenbach.[13]
È in genere considerato il primo film di fantascienza,[9] benché preceduto da alcune opere dello stesso regista.[14] Una delle scene iniziali del film, la navicella spaziale che si schianta sull'occhio della Luna (che presenta un volto umano), è entrata nell'immaginario collettivo ed è una delle sequenze che hanno fatto la storia del cinema.
- The First Men in the Moon film muto in bianco e nero del 1919 diretto da Bruce Gordon e J. L. V. Leigh.
Costituisce il primo adattamento cinematografico interamente incentrato sul romanzo di Wells e uno dei primi esempi di cinema di fantascienza britannico,[15] nonché uno dei primi film di avventura spaziale con extraterrestri. Il film (al 2010) non è conservato nel BFI National Archive ed è elencato tra i "75 film perduti più richiesti" del British Film Institute.[15] Della produzione sussistono alcuni fotogrammi e una sinossi della trama.[16]

### L'isola del dottor Moreau
- L'isola delle anime perdute (Island of Lost Souls), film del 1932 diretto da Erle C. Kenton. È un film horror fantascientifico, primo lungometraggio tratto dal romanzo L'isola del dottor Moreau di Wells.[17]
Il film fu un fiasco commerciale e Wells lo sconfessò, non condividendone l'impostazione horror-splatter.[17] A causa delle scene di vivisezione la pellicola fu bloccata per oltre 30 anni dalla censura britannica (insieme a Freaks di Tod Browning), venendo in seguito considerata un film di culto.[17]
Secondo Il Morandini "questo horror fantastico ha una fama superiore ai suoi meriti come, d'altronde, l'acclamata interpretazione del barbuto Laughton, "sorta di buffone glaciale che, per una volta, manca di spessore" (J. Lourcelles). Quel che c'è di straordinario nel film è dovuto al romanzo breve di Wells."[18]

### L'uomo invisibile

#### Serie Universal Studios
- L'uomo invisibile (The Invisible Man) film del 1933 diretto da James Whale, tratto dall'omonimo romanzo Wells. Prodotto dalla Universal Pictures, è considerato uno dei grandi film del ciclo dei "Mostri della Universal" degli anni trenta; diede origine a vari seguiti e molti altri film trassero spunto dal personaggio.
Nonostante le buone recensioni da parte di istituzioni dell'epoca come The New York Times[19] Variety[20] e il Film Daily[21], e nonostante il film apparve nella lista del New York Times di fine anno relativa alle dieci migliori pellicole del 1933,[22] Wells commento a una cena in suo onore che sebbene il film gli fosse piaciuto, egli aveva trovato in esso un grosso difetto. Avevano preso il suo brillante scienziato e lo avevano reso un pazzo, una licenza che non poteva tollerare. Whale rispose che il film era indirizzato a un pubblico razionale di fruitori di cinema perché nelle menti di persone razionali solo un pazzo avrebbe voluto rendersi invisibile. (Nel romanzo originale, lo scienziato è un amorale fin dall'inizio e non esita a derubare persino suo padre [che di conseguenza si suicida] per ottenere il denaro per i suoi esperimenti.) Nonostante le sue riserve, Wells elogiò la performance di Una O'Connor nel ruolo di Mrs. Hall.[23]

Il film ha dato origine una serie di pellicole incentrate sul soggetto di Wells:
- Il ritorno dell'uomo invisibile (The Invisible Man Returns) film di fantascienza del 1940 per la regia di Joe May, con Vincent Price (nel suo primo ruolo di film horror) e Cedric Hardwicke.
Fu scritto come proseguimento ideale de L'uomo invisibile del 1933, un grande successo della Universal Pictures ispirato al romanzo omonimo del 1881 di Wells, lo studio aveva firmato un contratto multi-immagine con Wells, la speranza della produzione era riposta nel fatto il film avrebbe funzionato bene come il primo. La pellicola permise a John P. Fulton di ottenere la candidatura al Premio Oscar per gli effetti speciali fotografici[24] inoltre il film è stato inserito nel documentario 100 Years of Horror di Ted Newson (1996).[25][26]
- La donna invisibile (The Invisible Woman), film del 1940, diretto da A. Edward Sutherland con John Barrymore, il film ha ricevuto recensioni critiche contrastanti, Theodore Strauss del New York Times ha definito il film sciocco, banale e ripetitivo, con una sceneggiatura scricchiolante, temendo cosa fosse diventato senza l'interpretazione di John Barrymore.[27] Variety lo definì un buon intrattenimento per il pubblico generale,[28] Il Film Daily lo definì comico e brillantemente dialogato[29] Harrison's Reports lo ha definito una commedia piuttosto buona per la massa, non offrendo tutto sommato di nuovo a coloro che hanno visto le precedenti pellicole,[30] John Mosher del The New Yorker ha commentato come la tematica sia ancora buona, nonostante nel film non sia molto usata, risultando l'esempio più debole della prodezza che la telecamera può facilmente rendere divertente.[31]
- Joe l'inafferrabile o L'agente invisibile (Invisible Agent, 1942)
- La rivincita dell'uomo invisibile (The Invisible Man's Revenge, 1944)

### The Shape of Things to Come
- La vita futura (Things to Come) film del 1936 di William Cameron Menzies, prodotto da Alexander Korda. È liberamente tratto dal romanzo di Wells,[32] il quale ebbe un grado di supervisione su ogni aspetto del film, esperienza senza precedenti per uno scrittore. Nelle locandine viene infatti indicato il titolo La vita che verrà - di H. G. Wells, con il nome del produttore indicato in piccolo.
La pellicola narra una serie di eventi futuri che ripercorrono un intero secolo, dal 1936 - anno di distribuzione del film - fino al 2036. Ritenuta una dei più importanti pellicole di fantascienza, "profetizza le devastazioni dell'imminente seconda guerra mondiale ed anticipa una realtà dominata dalla tecnocrazia."[10] Malgrado lo scarso successo all'epoca, fu la più ambiziosa e costosa produzione fantascientifica degli anni trenta.[33]
In Italia è stato distribuito una prima volta nel 1937 dalla Mander Film e una seconda volta nel 1953, con il titolo Nel 2000 guerra o pace? (vita futura), dalla Minerva Film.
Lo scrittore H. G. Wells ebbe un quasi totale controllo sulle riprese della pellicola, un potere di cui nessuno sceneggiatore aveva mai potuto usufruire. Tuttavia la versione finale del film presenta molti tagli di scene volute dallo scrittore. Gli eventi rappresentati rispecchiano le preoccupazioni dei profeti della guerra aerea, che per l'epoca aveva scarsi precedenti nella prima guerra mondiale. Wells era uno di questi profeti, descrivendo la guerra aerea nei suoi romanzi Anticipations (1901) e La guerra nell'aria (The War in the Air, 1908) e l'uso della bomba atomica ne La liberazione del mondo (The World Set Free, 1914).
La colonna sonora, composta da Arthur Bliss, è parte integrante del film. Wells inizialmente intendeva registrare prima le musiche e quindi girare il film intorno ad esse, ma questo era ritenuto troppo radicale, così l'adattamento fu fatto in modo più tradizionale. La musica del film è divenuta popolare e nel 2003 si potevano contare ancora una mezza dozzina di edizioni.

### Il fantasma inesperto
- Incubi notturni (Dead of Night) film horror a episodi del 1945, diretto da Alberto Cavalcanti, Charles Crichton, Basil Dearden e Robert Hamer.[34][35]
La pellicola fu unica nel suo genere nel cinema horror di quel periodo, ed influenzò notevolmente la produzione successiva di film dello stesso genere prodotti dalla britannica Amicus Productions tra gli anni sessanta e l'inizio degli anni settanta.
Il film è costituito da cinque episodi, legati da un episodio-cornice, attraverso l'espediente narrativo del racconto da parte dei vari personaggi, il quarto episodio intitolato Una storia di golf[36] è ispirato dal racconto di Wells del 1902 Il fantasma inesperto (The Inexperienced Ghost aka The Story of the Inexperienced Ghost). Nei titoli di testa non sono accreditati i singoli contributi dei registi, ma Alberto Cavalcanti ha supervisionato l'intero progetto e diretto due episodi, Basil Dearden ha diretto a sua volta due episodi, Charles Crichton e Robert Hamer un episodio ciascuno.

### Altri
- L'uomo dei miracoli (The Man Who Could Work Miracles, 1936) di Lothar Mendes, dal racconto omonimo
- Sogno d'amanti (The Passionate Friends, 1949) di David Lean, da The Passionate Friends
- La guerra dei mondi (The War of the Worlds, 1953) di Byron Haskin, dal romanzo omonimo
- L'uomo che visse nel futuro (The Time Machine, 1960) di George Pal, da La macchina del tempo
- Base Luna chiama Terra (First Men in the Moon, 1964), da I primi uomini sulla Luna
- Il cibo degli dei (The Food of the Gods, 1976) di Bert I. Gordon, da L'alimento divino
- L'impero delle termiti giganti (Empire of the Ants) di Bert I. Gordon (1977), dal racconto L'impero delle formiche (Empire of the Ants, 1905)
- L'isola del dottor Moreau (The Island of Dr. Moreau, 1977) di Don Taylor, dal romanzo omonimo
- L'isola perduta (The Island of Dr. Moreau, 1996) di John Frankenheimer, da L'isola del dottor Moreau
- The Time Machine (2002) di Simon Wells, da La macchina del tempo
- La guerra dei mondi (War of the Worlds, 2005) di Steven Spielberg, dal romanzo omonimo
- I mondi infiniti di H.G. Wells (The Infinite World of H. G. Wells, 2001), miniserie televisiva, da vari racconti

Vari altri film prendono spunto per idee e personaggi dalle opere di Wells, come il film L'uomo venuto dall'impossibile (Time After Time, 1979) di Nicholas Meyer (in cui Wells, interpretato da Malcolm McDowell, è il protagonista) e numerosi film sull'uomo invisibile, sviluppando però trame originali.
La serie TV del 2017 Time After Time ha come protagonista Wells, interpretato da britannico Freddie Stroma, che riesce a far funzionare la macchina del tempo raggiungendo il 2017.